# Disfunção da tuba auditiva

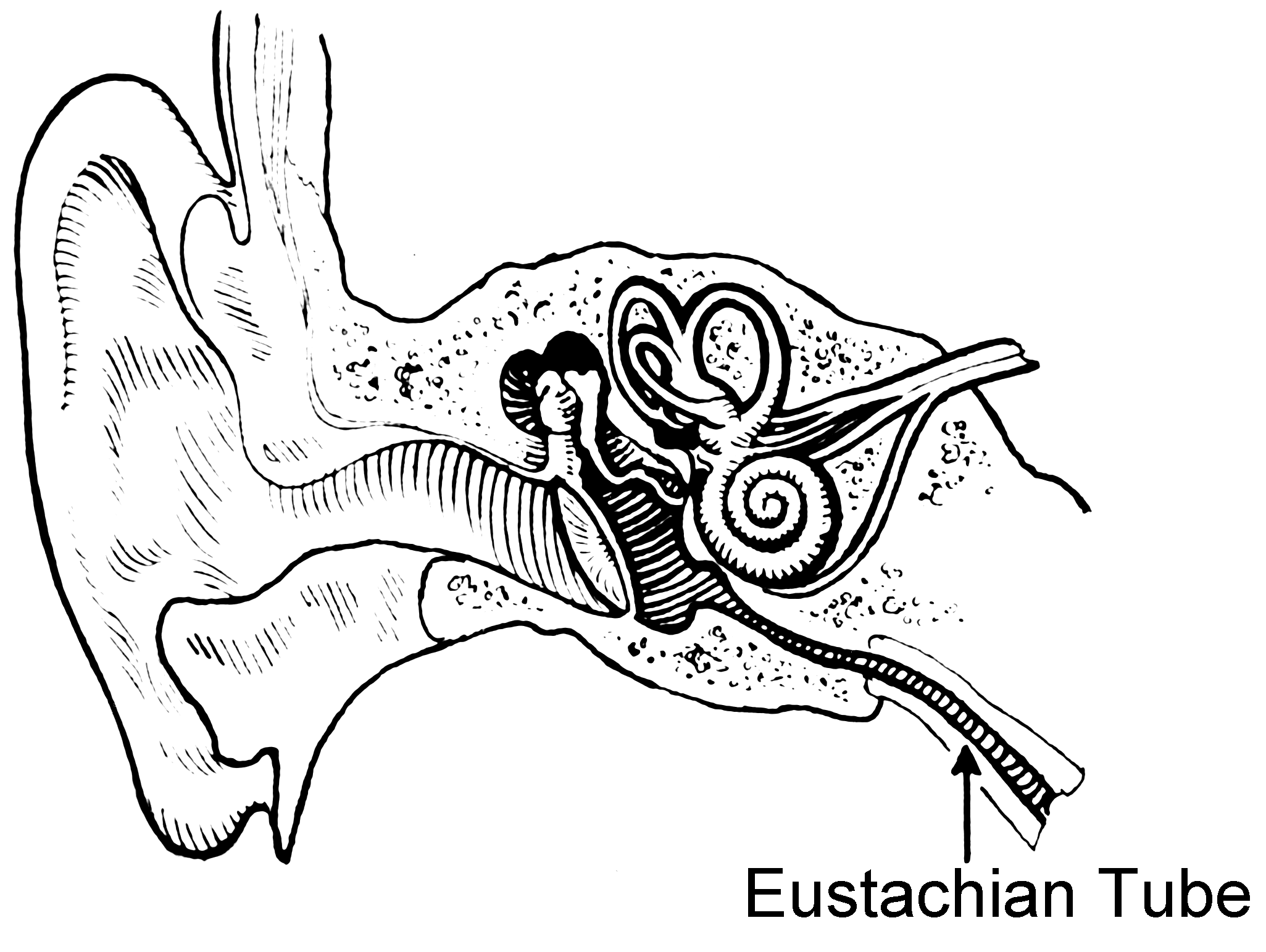
Ilustração destacando a Tuba auditiva (ou Trompa de Eustáquio).

A disfunção da tuba auditiva é definida como uma síndrome relativa à anormalidade da função ventilatória promovida pelo mecanismo de abertura e fechamento da Trompa de Eustáquio, ou tuba auditiva, a qual corrobora parar a drenagem e a equalização de pressão da orelha média à nasofaringe. Com um vasto registro de queixas relacionadas a alteração, destacam-se os seguintes sintomas persistentes: a sensação de pressão nas orelhas (plenitude aural), otalgia (dor), hipoacusia (diminuição da audição), zumbido, vertigem, desequilíbrio, dificuldade na execução da manobra de Valsalva.

## Definição
O quadro de disfunção da tuba auditiva pode estar associado a diferentes patologias ou em sua forma isolada, com perfil de acometimento agudo ou crônico. A diferença entre os casos agudos ou crônicos se da pela tempo de persistente dos sintomas, no perfil agudo os sintomas transitórios duram menos de 3 meses, já em seu estado crônico os sintomas tendem a persistirem por mais de 3 meses. São classificadas em três tipos de disfunções da trompa de Eustáquio: a disfunção da tuba auditiva pode apresentar-se em sua forma isolada em três tipos: Disfunção dilatada da trompa de Eustáquio (obstrução funcional), Disfunção da trompa de Eustáquio (baro-desafio, disfunção dinâmica(insuficiência muscular)), Disfunção da trompa de Eustáquio Patulosa (obstrução anatômica).

## Prevalência
Pela literatura analisada, o público infantil tem maior risco de desenvolverem a alteração devido a característica curta e horizontalizada da tuba auditiva, nessa idade facilita o refluxo de secreções da nasofaringe e a ascensão de patógenos a orelha média. Na infância a incidência é de 40%, já em adultos esse valor cai para 1%. Os registros de prevalência entre a faixa etária de jovens e adultos aproxima-se a 5%, sendo mais comum entre jovens do sexo masculino.

## Etiologia
Quanto a etiologia, a literatura apresenta uma vasta quantidade de causas e patologias associados ao quadro clínico, dentre elas as causas infecciosas, alérgicas, refluxo, obstrutivas da tuba, ambientais, genéticas, congênitas, iatrogênicas, traumatismos, tumores nasofaríngeos, fechamento cicatricial do óstio tubário após radioterapia e estados carenciais habitacionais de alimentação e de higiene, junto ao restrito ou a
usente acompanhamento de intervenções médicas que podem provocar a obstrução da tuba, bem como o acometimento da sua funcionalidade.

## Disfunção dilatada da trompa de Eustáquio
A ocorrência deste tipo de disfunção ocorre com frequência após uma infecção das vias aéreas superiores ou por um intenso quadro alérgico anterior, também na porção respiratória superior, que provoque a inflamação dos tecidos e por consequência pode obstruir o lúmen da tuba auditiva na nasofaringe. Deve-se considerar, principalmente, a peso de diagnóstico queixas quanto a percepção de mudanças de pressão no ouvido, pressão, sensação de ouvido tampado, crepitação, zumbido, autofonia e audição abafada.

## Disfunção da trompa de Eustáquio
No acometimento da funcionalidade por baro-desafio são referidos sintomas como plenitude aural, estalo ou desconforto/dor que são evidentes ou iniciam-se perante mudança de pressão do ambiente e atividades rotineiras como locomoção para diferentes altitudes ou profundidades. Apesar da possibilidade de apresentar-se assintomáticos, nesses quadros podem ocorrer efusão temporária na orelha média ou hemotímpano.

## Disfunção da trompa de Eustáquio Patulosa
Quando a disfunção ocorre por disfunção dinâmica, patulosa ocasionando a persistência da tuba aberta, o típico sintoma referido é a autofonia, com a ocorrência de percepção incômoda da própria respiração e plenitude aural. Nesses casos, a literatura menciona possíveis relações com a atrofia muscular, perda de peso grave, gravidez, doenças subjacentes como as neurológicas, doenças da articulação temporomandibular, medicamentos diuréticos, radioterapia envolvendo a nasofaringe e distúrbios funcionais dos músculos tubários. 

## Diagnóstico
O processo diagnóstico da disfunção da tuba auditiva reúne avaliações subjetivas e objetivas, as quais complementam-se com as informações oriundas de uma anamnese detalhada com intuito de identificar queixas correspondentes ao quadro. Atualmente instrumentos como o questionário “The Eustachian Tube Dyfunction Questionnaire-7” (BR), na versão traduzida e validada para a língua portuguesa, auxiliam no complemento de informações para diagnóstico e no processo de acompanhamento do paciente perante as intervenções propostas.
Atualmente, dentre os instrumentos de avaliação da funcionalidade da tuba auditiva, destacam-se os seguintes: microscopia auricular com manobra de Valsalva, otoscopia pneumática e o teste de Toynbee. Descritos como instrumentos de simples e prática aplicabilidade, aos quais não oferecem um resultado totalmente objetivo da funcionalidade da tuba auditiva, contudo juntos corroboram na complementação do quadro clínico.
Há ainda a disponibilidade da avaliação semi-objetiva da função tubária denominada Avaliação da tubomanometria, apresenta-se como uma avaliação realizada com base na aplicação de pressão na nasofaringe e o acompanhamento das mudanças de pressão no canal auditivo externo durante a deglutição. Servindo de apoio para direcionar o diagnóstico do quadro de disfunção tubária crônica.
Dentre as avaliações propostas, o teste de função tubária com tímpano íntegro, corrobora com dados objetivos quanto a funcionalidade da tuba auditiva. Realizado com pelo equipamento  imitanciômetro, a avaliação consiste no registro da curva timpanométrica em dois momentos. Primeiro o paciente é instruído a realizar a manobra de Valsalva, realizando a aplicação de pressão positiva (ou negativa), o paciente é orientado a assoprar o ar em direção ao nariz com a boca fechada e nariz tampado, sendo o primeiro registro timpanométrico. Em seguida, o paciente é instruído a beber um pouco de água para aliviar a pressão, sendo em seguida é realizado o segundo registro timpanométrico. Perante normalidade da função tubária, haverá registros com valores de pressão contrários, ou seja, se no primeiro registro houve pressão negativa, no segundo será registrado uma pressão positiva.
O acometimento da funcionalidade da tuba auditiva pode auxiliar na compreensão do tipo de alteração, sendo que perante um caso de não abertura do óstio, esperam-se iguais nos dois momentos, antes e após a realização da manobra. Já em um quadro de tuba auditiva aberta, obteremos registros iguais com morfologia alongada e pressão próxima a zero. A ressalva que na realização do teste em crianças pode ser mais difícil devido a compreensão e realização da manobra de Valsalva.

## Intervenção
Quanto as intervenções necessárias, a conduta terapêutica poderá variar conforme as especificidades de cada caso.
Em intervenções tradicionais, como o uso de sprays nasais descongestionantes, método atenderá quadros específicos como obstrução das vias aéreas superiores que consequentemente poderiam afetar a funcionalidade da tuba adutiva. Deste modo, seu uso torna-se limitado aos quadros de disfunção tubária não crônica, além dos efeitos colaterais a longo prazo que devem ser considerados. Nesses casos recomenda-se a lavagem nasal com NaCl.

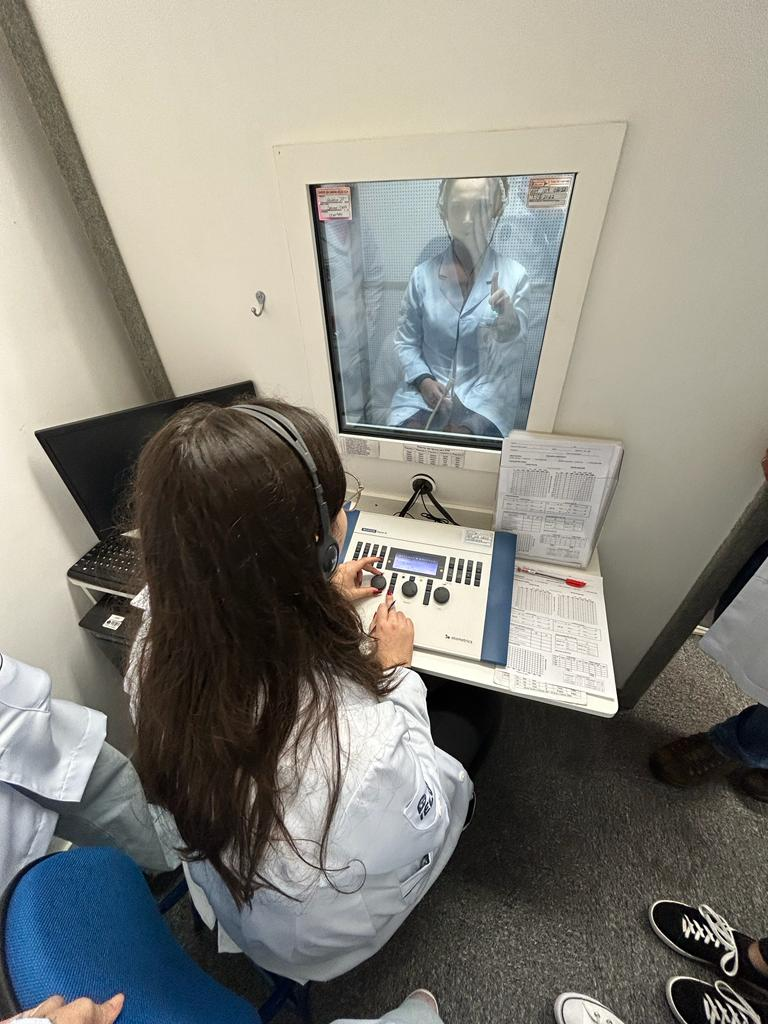
Realização de uma Audiometria Tonal Liminar.

Já em casos de disfunção da trompa de Eustáquio obstrutiva crônica, na qual a estrutura não consegue contribuir na sua função de drenagem, o procedimento minimamente invasivo de dilatação da tuba auditiva por meio da inserção cirúrgica de um balão na cavidade, demonstrou melhora em 80% dos casos pediátricos, sem complicações cirúrgicas.
No contexto sindrômico de não fechamento da tuba auditiva, há intervenções mais conservadoras que incluem terapia manual craniofacial e aplicação de medicação para induzir o aumento da porção tecidual em volta da tuba. Em um método alternativo, e menos invasivo, utiliza-se da terapia com enxágue de NaCl e/ou pomada de estrogênio. Além desses, há ainda métodos cirúrgicos, e complexos, com taxas de sucesso moderado com poucos relatos.

## Avaliação Audiológica

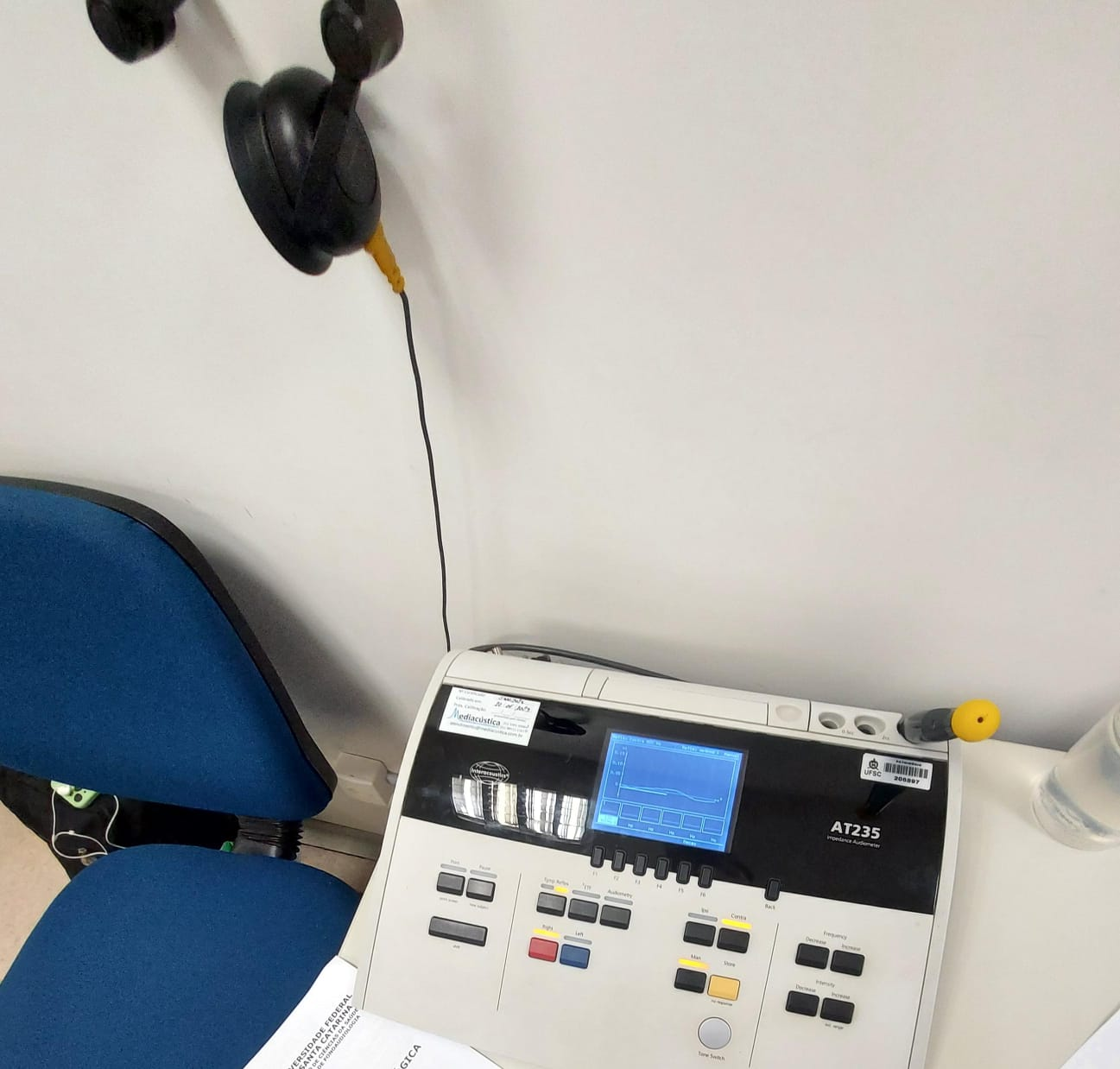
Imitanciômetro, utilizado para realizar a timpanometria

Evidências demonstram que quando obstruída pelos fluidos da orelha, em decorrência de uma otite, por exemplo, a tuba auditiva deixa de ter sua funcionalidade de equalização da pressão, provocando pressão negativa na orelha média, em relação à pressão atmosférica. Logo, devido a falta de drenagem a é prejudicada ventilação, causando a retração da membrana timpânica, que consequentemente provoca o enrijecimento da cadeia ossicular, prejudicando assim a via condutora do som até orelha interna. Ademais, perante a ausência de ventilação, conforme a cavidade timpânica passa mais tempo nessas condições, ocorre ali o favorecimento da produção de mais líquidos na cavidade, impactando na condução do som, provocando perda auditiva condutiva e retração da membrana timpânica.
Dentre as avaliações auditivas, a timpanometria, de grande importância na prática clínica na verificação da orelha média, perante um quadro de disfunção tubária observou-se que não houve deslocamento negativo do valor referente ao pico de pressão timpanométrico (PPT), contudo perante a manobra de Valsalva e Tonynbee o valor de PPT apresenta-se mais negativo nas orelhas afetadas pela disfunção tubária, quando comparadas a orelhas não afetadas. O registro de curvas do tipo A, normalidade, podem ocorrer perante alterações de pressão mais leves, havendo o valor pico de pressão timpanométrico negativo ainda dentro do considerado normal, insensível para o diagnóstico de quadros menos graves.